# Auxonne
Auxonne je naselje in občina v francoskem departmaju Côte-d'Or regije Burgundije. Leta 2007 je naselje imelo 7.717 prebivalcev.

## Geografija
Kraj leži na skrajnem vzhodu pokrajine Burgundije na levem bregu reke Saone, 33 km jugovzhodno od središča Dijona.

## Uprava
Auxonne je sedež istoimenskega kantona, v katerega so poleg njegove vključene še občine Athée, Billey, Champdôtre, Flagey-lès-Auxonne, Flammerans, Labergement-lès-Auxonne, Magny-Montarlot, Les Maillys, Poncey-lès-Athée, Pont, Soirans, Tillenay, Tréclun, Villers-les-Pots in Villers-Rotin z 12.843 prebivalci.
Kanton Auxonne je sestavni del okrožja Dijon.

## Zanimivosti
- Cerkev Notre-Dame d'Auxonne iz 13. stoletja,
- grad Château d'Auxonne iz časa Ludvika XI. z obrambnimi stolpi La Tour de Belvoir, La Tour Notre-Dame La Tour du Pied de Biche, La Tour du Signe in muzejem Bonaparte, v katerem hranijo spominke mladega poročnika Napoléona Bonaparteja iz časa njegovega izobraževanja na topniški šoli,
- utrjeni okopi ob reki Saoni, prvikrat omenjeni v letu 1229,
- mestna vrata La Porte de Comté, La Porte royale,
- arzenal topništva, postavljen v letih 1689-1693 pod vodstvom francoskega vojaškega inženirja de Vaubana,
- bronasti kip Napoleona.
- mestna hiša L'Hôtel de Ville, zgrajena iz opeke v 15. stoletju v neogotskem stilu, nekdaj v lasti burgundskih vojvodov.

## Pobratena mesta
- Heidesheim am Rhein (Porenje - Pfalška, Nemčija);